# Vela ai XVIII Giochi panamericani
Le competizioni di vela ai XVIII Giochi panamericani si sono svolte in Perù nella baia di Paracas dal 3 al 10 agosto 2019.

## Risultati
| Evento               | Oro                                                   | Argento                                              | Bronzo                                         |
| Windsurf (uomini)    | Bautista Saubidet                                     | Pedro Pascual                                        | Mack Eerenbeemt                                |
| Windsurf (donne)     | Patrícia Freitas                                      | María Celia Tejerina                                 | Maria Bazo                                     |
| Laser (uomini)       | Juan Maegli                                           | Bruno Fontes                                         | Charlie Buckingham                             |
| Laser Radial (donne) | Sarah Douglas                                         | Charlotte Rose                                       | Lucía Falasca                                  |
| 49er (uomini)        | Brasile Marco Grael Gabriel Borges                    | Argentina Yago Lange Klaus Lange                     | Canada Alexander Heinzemann Justin Barnes      |
| 49er (donne)         | Brasile Martine Grael Kahena Kunze                    | Stati Uniti Stephanie Roble Maggie Shea              | Argentina Victoria Travascio María Sol Branz   |
| Sunfish              | Matheus Dellagnelo                                    | Luke Ramsay                                          | Renzo Sanguineti                               |
| Snipe                | Stati Uniti Ernesto Rodriguez Hallie Schiffman        | Uruguay Ricardo Fabini Florencia Parnizari           | Stati Uniti Rafael Martins Juliana Duque       |
| Lightning            | Argentina Javier Conte Paula Salerno Ignacio Giammona | Brasile Cláudio Biekarck Isabel Ficker Gunnar Ficker | Cile Felipe Robles Andrés Guevara Paula Herman |
| Kite                 | Bruno Lobo                                            | Nicolás Landauer                                     | William Cyr                                    |
| Nacra 17             | Stati Uniti Riley Gibbs Anna Weis                     | Argentina Mateo Majdalani Eugenia Bosco              | Brasile Samuel Albrecht Gabriela Nicolino      |

## Medagliere
| Posiz. | Nazione     | Oro | Argento | Bronzo | Totale |
| ------ | ----------- | --- | ------- | ------ | ------ |
| 1      | Brasile     | 5   | 2       | 2      | 9      |
| 2      | Argentina   | 2   | 3       | 2      | 7      |
|        | Stati Uniti | 2   | 3       | 2      | 7      |
| 4      | Canada      | 1   | 1       | 1      | 3      |
| 5      | Guatemala   | 1   | -       | -      | 1      |
| 6      | Uruguay     | -   | 2       | -      | 2      |
| 7      | Perù        | -   | -       | 2      | 2      |
| 8      | Aruba       | -   | -       | 1      | 2      |
|        | Cile        | -   | -       | 1      | 1      |
| TOTALE | TOTALE      | 11  | 11      | 11     | 33     |